# Arnaud de Belenet
 (octobre 2022).
Si vous disposez d'ouvrages ou d'articles de référence ou si vous connaissez des sites web de qualité traitant du thème abordé ici, merci de compléter l'article en donnant les références utiles à sa vérifiabilité et en les liant à la section « Notes et références ».
Arnaud de Belenet, né le 14 mars 1975, est un homme politique français. Membre de l’Alliance centriste, il est sénateur de Seine-et-Marne depuis 2017.

## Biographie
Arnaud de Belenet suit des études de droit (maîtrise de droit public). Il est élu président des Jeunes UDF (2004 à 2006),, membre du comité exécutif de l'UDF de 2005 à 2007.
A 29 ans, il est élu Maire de Bailly-Romainvilliers, en 2005 avec 26 voix d'avance,. Son équipe est réélue en 2008 sans adversaire et en 2014 avec 86 % des voix.
Il transmet sa fonction de maire le 6 novembre 2017 à sa première adjointe.
Vice-président du Syndicat d'Agglomération nouvelle du Val d'Europe (devenue Val d'Europe Agglomération) chargé du développement économique et de l'enseignement supérieur (2008-2014), il en devient président en avril 2014.
Arnaud de Belenet est conseiller général du canton de Thorigny-sur-Marne de 2011 à 2015, puis de conseiller départemental du canton de Serris de 2015 à 2021, date à laquelle il choisit de ne pas représenter.
Vice-président chargé du développement économique du Conseil départemental, il est écarté par la majorité LR en raison de son parrainage de maire à Emmanuel Macron.
Il est élu sénateur de Seine-et-Marne lors des élections sénatoriales de 2017 en Seine-et-Marne, soutenu par le parti présidentiel (LREM), les Constructifs/Agir et l'UDI. Sa liste remporte deux des six sièges.
Compte tenu de la législation limitant le cumul des mandats en France, il démissionne de la présidence de Val d'Europe Agglomération en octobre 2017 et de son mandat de Maire de Bailly-Romainvilliers où il installe sa permanence parlementaire.
Membre de la commission des Lois, il rejoint le groupe Union centriste du Sénat en 2020.
Il ne se représente pas au Sénat en 2023.
il est nommé membre de la Commission Nationale d’Aménagement  Commercial (CNAC)  sur désignation du Président du Sénat par Décret le 21 décembre 2024.

## Décoration
- Chevalier de l'ordre national du Mérite (nomination le 15 mai 2025)[12].